# Madame Xanadu
Madame Xanadu è un personaggio immaginario, una mistica dei fumetti pubblicati dalla DC Comics. Il personaggio si identifica con Nimue, la maga della Mitologia Arturiana resa popolare da Sir Thomas Malory con il suo romanzo La morte di Artù.

## Storia di pubblicazione
Il personaggio debuttò in Doorway to Nightmare n. 1 (febbraio 1978). Fu disegnato dall'illustratore di copertina Michael William Kaluta su richiesta di Joe Orlando (editore), basato sul personaggio ospite di Kaluta (più avanti noto come Charity nelle pagine di Starman) del fumetto DC Comics dal titolo misterioso di Forbidden Tales of Dark Mansion (visto solo sulla pagina iniziale del fumetto) e sulla persona di Cathy Ann Thiele. La storia originale fu sviluppata da David Michelinie e Val Mayerik.
Doorway to Nightmare, introdotto nel 1978, fu l'ultimo di una linea di fumetti "misteriosi" degli anni settanta predecessori della Vertigo. Non aveva un grande team creativo - l'intenzione era quello che creare delle coppie scrittore-artista che non avevano mai pubblicato prima, eccetto per la copertina di Michael William Kaluta. Madame Xanadu, la star della serie, non fu un'ospite, ma un'attiva partecipante, nonostante non ebbe mai il ruolo di protagonista. Fu invece lo Straniero Fantasma ad essere pesantemente criticato nelle colonne delle lettere per aver avuto un approccio simile.. La striscia a fumetti Doorway to Nightmare durò 10 numeri: cinque in una propria serie, quattro in The Unexpected e uno in Madame Xanadu, che fu il secondo fumetto della DC ad essere pubblicato per la vendita diretta. Il primo numero di Madame Xanadu ebbe numerose differenze con un numero di Doorway to Nightmare. Ci furono numerose richieste di ristampe nelle colonne delle lettere in The Spectre, ma furono rifiutate perché quel numero dava pochissimo sfondo al personaggio, anche se introdusse Ištar che aveva una relazione con Distruzione.
Madame Xanadu fu un personaggio di supporto regolare nei volumi 2 e 3 di The Spectre, le cui versioni furono scritte da Doug Moench (31 numeri, 1987-1989) e John Ostrander (62 numeri, 1993-1998).
Una serie tuttora in pubblicazione di Madame Xanadu della Vertigo fu annunciata al San Diego Comic-Con International del 2007 ed ebbe inizio nel 2008. Fu scritta da Matt Wagner con illustrazioni di Amy Reeder Hadley. La serie ebbe anche dei suggerimenti da parte di Kaluta, Joëlle Jones, Marley Zarcone, Laurenn McCubbin, Chrissie Zullo, Celia Calle e Marian Churchland. La serie fu conclusa dopo 29 numeri, l'ultimo dei quali datato gennaio 2011. La serie ebbe a che fare con la vita di Madame Xanadu dai tempi di Re Artù fino agli anni sessanta. Cominciando dal n. 9, il fumetto coincise con gli eventi dell'Universo DC della Golden Age.

## Struttura della storia
Le storie di Doorway to Nightmare erano solitamente strutturate intorno a un protagonista che incappava nel negozio di Madame Xanadu (che si diceva si trovasse in Christy Street nell'East Village, poi cambiato in Greenwich Village in The Unexpected n. 192) e che decideva di entrare. Lei (solitamente) o lui raccontavano una storia frustrata da un elemento esterno. Xanadu, attraverso la lettura dei tarocchi, determinava sempre che questo elemento era di natura occulta, e quindi inviava il personaggio a compiere qualche missione in cui lei poteva intervenire con l'uso dei suoi poteri. Alla fine della storia, l'elemento occulto volava in un'arbanella nel suo magazzino. Nel primo numero, rimase apparentemente bloccata in un edificio in fiamme. La coppia centra ritornò in negozio per nostalgia e scoprì che era piuttosto viva. Questo fu un suggerimento riguardo all'estensione dei suoi poteri. La variazione principale nelle storie fu che la minaccia occulta erano in realtà forze demoniache, mummie asiatiche, vampiri, incubi, o altre minacce super naturali. In una storia, combatté contro Azazel, ma non somigliava per niente a quello di The Sandman.
Quando il fumetto fu spostato in una sua serie individuale fino a una versione libera di 68 pagine di The Unexpected (le storie furono in realtà espanse da 17 a 22 pagine come parte di DC Implosion), Madame Xanadu fu mostrata come un'amica di Abele nella copertina interna d'inizio, cosa che poteva o non essere nella continuità. Non incontrò mai Abele in una storia fino a DC Special Series n. 21, quando lei e lo Straniero Fantasma giunsero alla Casa del Mistero con dei doni di Natale.

## Biografia del personaggio

### Origini
Le origini di Madame Xanadu furono esplorate nei primi pochi numeri della sua serie con la Vertigo. Secondo queste storie, il suo nome completo una volta fu Nimue Inwudu ed era la sorella più giovane di Morgana (che divenne Morgana Le Fay), e Vivienne, la Dama del Lago. Le sorelle erano discendenti del Popolo Anziano, sopravvissuti di Atlantide che si evolsero in una razza nota come Homo Magi.
Madame Xanadu è la stessa Nimue che fece un incantesimo al suo ex amante Merlino, incolpandolo di aver manipolato Camelot nel corso della sua storia a suo beneficio. Merlino, però, rise per ultimo, in quanto riuscì a prosciugarla dei suoi poteri magici, costringendola a bere delle pozioni per mantenere la sua immortalità. Il misterioso Straniero Fantasma influenzò il suo tradimento di Merlino e i due continuarono a incontrarsi nel corso dei secoli, condividendo una relazione ambivalente. Poco dopo, o lei o la Dama del Lago (indipendentemente chiamata "Nimue") partorì un figlio per Kon-Sten-Tyne, un antenato di John Constantine. Il figlio fu lasciato con Kon-Sten-Tyne, che lo sacrificò da adolescente a Eva.
Nimue vagò per il mondo per qualche tempo, diventando una consigliere per molti grandi governatori. Passò molto tempo alla corte del Kublai Khan a Xanadu, portandola ad assumere il nome di "Madame Xanadu". Incontrò di nuovo lo Straniero Fantasma, ma non andò come pensava, in quanto scoprì che lo Straniero Fantasma camminava fuori dalla linea temporale. Durante la Rivoluzione francese, tentò di consigliare Maria Antonietta. Durante quest'epoca, fu in grado di recuperare la sua immortalità superando Morte in un gioco di carte. Altri incidenti nei suoi lunghi anni di vita inclusero una travagliata relazione omosessuale durante l'Inquisizione spagnola.
Negli anni quaranta, ebbe una relazione sessuale con Giovanni Zatara, che volle sposarla, ma lei previde il suo vero amore e la successiva esistenza di sua figlia, Zatanna, "un amore con cui lei non poteva competere". Nonostante ciò, utilizzò Zatara per intrappolare e intrappolare lo Straniero Fantasma, prevenendo così la nascita super naturale dello Spettro. Tutto ciò, in cambio, prevenne che Madame Xanadu potesse intervenire, nonostante avesse previsto la potenziale minaccia che lo Spettro avrebbe portato sulla Terra. Si scoprì che il comportamento di Xanadu derivò da un torto fattole in precedenza: il suo salotto magico fu riprodotto per essere un modo per controllare gli esseri super naturali, sperando infine di restringere e reprimere la sua rabbia.
Infine, Madame Xanadu decise che voleva espiare per i suoi peccati e cominciò a lavorare al Greenwich Village come chiromante. Tuttavia, rimase senza alcun potere magico, cosa che la portò a manipolare viarie forze così da recuperarle. Essendosi specializzata come consigliere, aveva incontri con clienti affetti da problemi super naturali. Anche se poteva consigliarli, anche forze prevenivano che potesse intervenire nella soluzione dei loro problemi. Se uno dei suoi clienti riusciva ad avere la meglio su una forza super naturale, poteva contenere quell'entità nei barattoli dentro il suo negozio ed evitare che combinassero altri guai.

### Storie successive
Quando lo Spettro fu distrutto dall'Anti-Monitor, Madame Xanadu eseguì un rituale magico che lo riportò in vita. Fa quel giorno in avanti agì da consigliere spirituale dello Spettro mentre era legato all'anima di Jim Corrigan. All'inizio, Xanadu tentò di guidare Corrigan fuori strada al fine di utilizzare i poteri dello Spettro per i suoi fini. Fu raffigurata in una scena di nudo con lo Spettro nella forma di nebbia, anche se i lettori nella colonna delle lettere non lo trovarono chiaro e gratuita la nudità di Xanadu. Numeri successivi resero chiaro che quanto era accaduto era una relazione romantica, ma non fu più utilizzata la nudità.
Nel corso della loro affiliazione, però, nacque una strana forma di amicizia tra Corrigan e Madame Xanadu. Nel tempo, Madame Xanadu fu fondamentale per assicurare la salvezza dell'anima di Corrigan, arrestando vari scoppi d'ira dello Spettro, e infine mostrandosi al funerale di Jim Corrigan non come consigliere o nemica, ma come amica. Le cadde persino una lacrima quando l'anima di Jim Corrigan lasciò il piano mortale per andare in Paradiso.
Fu consultata dalla Squadra Suicida a proposito della crescente difficoltà nell'avere a che fare con Enchantress. Fornì ai membri della squadra un anello e una collana che potevano ferire Enchantress se avesse cercato di usare i suoi poteri contro i desideri di chi li portava.
Madame Xanadu diede a Timothy Hunter una lezione, aiutandolo nel suo cammino per diventare un mago emergente. Si confrontò anche con il compagno di Tim, John Constantine, che credeva le avesse rubato un magico artefatto chiamato "Uovo del Vento".
Anche se Madame Xanadu, tra gli altri, non ha un grande amore o non ha una grande fiducia nello Straniero Fantasma, è un membro delle Sentinelle della Magia, un gruppo sciolto di maghi e mistici che sono chiamati a combattere l'imminente arrivo dell'inferno di Asmodeo. Non di meno, lei preferì agir da sola ed è una dei pochi eroi che rifiutò completamente di allearsi con lo Straniero.
Al fine di ottenere molto più potere, Maadame Xanadu barattò la sua anima con il demone Neron, che le diede tre fedeli demoni perché eseguissero i suoi comandi. All'inizio, i demoni risposero ad ogni suo comando quasi mandandola fuori controllo. Nel corso del tempo, mentre controllava le sue emozioni, divenne più abile anche nel controllare i demoni.

### Il Giorno della Vendetta
InIl giorno della vendetta n 2, un collegamento a Crisi infinita, lo Spettro, allora instabile e credendo che la magia equivalesse la malvagità, disabilitò Madame Xanadu e le prese gli occhi
Nello speciale di Il giorno della vendetta si scoprì che Madame Xanadu era ancora cieca. Fece ricrescere i suoi occhi 14 volte, ma ogni volta finivano bruciati, perché i poteri dello Spettro superavano i suoi. Tuttavia, la dimora di Madame Xanadu sarebbe stato il punto di raduno dell'offesa contro lo Spettro, radunando lo Straniero Fantasma, Zatanna e Nabu.
Xanadu trovò un modo per aggirare la maledizione dello Spettro addestrando un'adepta, Daena, perché leggesse le carte per lei. Attraverso Daena, vide la distruzione del mondo a causa della vincita dello Spettro. Fu a casa sua che Nabu cominciò la sua offesa contro lo Spettro così come cominciò a pensare a una strategia per ricostituire la Roccia dell'Eternità.

### Un Anno Dopo
La posizione di Madame Xanadu nel nuovo ordine magico deve essere ancora esplorato nel dettaglio. Tuttavia, si sa che sta cercando di curare la sua cecità. Aiutò gli Shadowpact quando i membri di questa squadra furono temporaneamente accecati dai loro poteri mistici dai criminali noti come "la Congregazione". Fu l'aspetto mistico che le permise di aiutare, anche se una parte del gruppo fu in grado di guarire da sola dalla cecità.
Madame Xanadu comparve in Countdown n. 50, operando fuori dall'"Hokus & Pokus Occult Curiosities" nel Greenwich Village. Non fu in grado di aiutare Mary Marvel a localizzare Capitan Marvel Jr.. Però consigliò a Mary di evitare Gotham City perché "non era sicura per la magia".

### The New 52
Madame Xanadu è riemersa nella nuova continuità, il risultato della manomissione involontaria di Barry Allen del flusso temporale e la fusione degli universi DC, Vertigo e WildStorm.
Nella nuova continuità, Xanadu non era più cieca, e nonostante il suo passato come Nimue ancora applicabile, sembrò aver preso un atteggiamento più proattivo durante la Caduta di Camelot. Invece di osservare in silenzio, come fece nella sua miniserie, si oppose fieramente di arrendersi a Excalibur della Dama del Lago, e quindi cominciò a viaggiare con Jason Blood, incontrando altri eroi e criminali dei secoli bui come Vandal Savage e il Cavaliere splendente. In più la Madame Xanadue dei secoli bui aveva una relazione sia con Etrigan che con Jason Blood, e ognuno dei due credeva che stava assecondando l'altro per il bene della loro fusione forzata.
La Madame Xanadu moderna comparve nel reboot dell'Universo DC, in Justice League Dark, riprendendo il ruolo come chiave di volta e supporto della comunità magica nell'Universo DC. Xanadu aiutò la "Dark League" in vari incidenti, come la scomparsa di Zatanna e che la Casa dei Misteri rilasciava minacce demoniache a Manhattan.
National Comics fu annunciato il 6 aprile 2012 come un revival dell'antologia, per essere lanciata nel luglio 2012 ed espandersi nell'universo di New 52 presentando storie singole a proposito di diversi personaggi DC, ognuno di un team creativo diverso. Questo incluse Madame X n. 1 di Rob Williams e illustrato da Trevor Hairsine e Fiona Staples.

## Poteri e abilità
Madame Xanadu possiede la super naturale sensibilità di attività occulte e fenomeni mistici. Utilizza i tarocchi per interpretare quello che avverte, ed è anche in grado di predire il futuro altrui. Xanadu può far levitare oggetti, teletrasportarsi, e bandire i demoni. Il suo salotto è pieno di libri e oggetti magici, così come di barattoli contenenti le essenze delle entità maligne. Raramente utilizza questi potenti oggetti, agendo da semplice guardiana.
Madame Xanadu è immortale, non può invecchiare ed è incapace di morire di cause naturali grazie al suo accordo con Morte. Nell'Universo DC, potrebbe essere del tutto impossibile da uccidere anche da esseri come lo Spettro.

## Altre versioni

### Flashpoint
Nella linea temporale alternativa di Flashpint, Madame Xanadu è una chiromante. Traci Thirteen si teletrasportò dove si trovava Madame Xanadu e scoprì che stava morendo. Prima di morir, Xanadu le disse di fermare Dottor Thirteen.

### Tangent Comics
Nella serie Tangent Comics Joker's Wild, Madame Xanadu è una delle tre donne che si mascherarono da versioni eroiche del Joker.

## In altri media

### Televisione
- Madame Xanadu appare nell'episodio Diniego ("Denial") della prima stagione serie Young Justice rappresentata come una ciarlatana di New Orleans, sebbene nello stesso episodio Kent Nelson affermi che possiede "l'aura perfetta per quel lavoro", per poi assistere al rapimento di questi da parte di  Abra Kadabra. Il creatore dello show, Greg Weisman rivelò che intendeva rivelare i veri poteri del personaggio in un episodio futuro[23], cosa poi accaduta nella stagione 4 dove (nell'episodio Undo) che a seguito alla sua esperienza con Fate e Abra Kadabra il personaggio cominciò a sviluppare i propri poteri nascosti.

### Videogiochi
- Il negozio di magia di Madame Xanadu compare in DC Universe Online e si trova nella Chinatown di Metropolis. Nella campagna dell'eroe, il giocatore deve liberare Zatanna che è imprigionata nel negozio mentre nello stesso tempo Felix Faust e i suoi maghi rubano le anime dei cittadini di Metropolis.

## Raccolte
- Madame Xanadu Vol. 1 Disenchanted (240 pagine, contiene Madame Xanadu dal n. 1 al n. 10)
- Madame Xanadu Vol. 2 Exodus Noir (128 pagine, contiene Madame Xanadu dal n. 11 al n. 15)
- Madame Xanadu Vol. 3 Broken House of Cards (200 pagine, contiene Madame Xanadu dal n. 16 al n. 21)
- Madame Xanadu Vol. 4 Extra-Sensory (contiene Madame Xanadu dal n. 22 al n. 29)

## Premi
- Madame Xanadu vol. 2 fu nominato per un numero all'Eisner Award del 2009 per la "Migliore Nuova Serie", "Miglior Disegnatore/Inchiostratore o Squadra di Disegnatori/Inchiostratori" (Amy Reeder Hadley e l'inchiostratore Richard Friend) e "Migliore Illustratore di Copertina" (Hadley)[24].
- Nominato all'Eisner Award del 2010: "Miglior Disegnatore/Inchiostratore o Squadra di Disegnatori/Inchiostratori" (Michael Kaluta), Madame Xanadu dal n. 11 al n. 15 "Exodus Noir" (Vertigo/DC)[25].